# Suvilahti (Vaasa)
Suvilahti est un quartier du district de Suvilahti à Vaasa en Finlande.

## Présentation
Suvilahti est situé à trois kilomètres au sud du centre-ville, en bord de mer.
La construction de logements a commencé à Suvilahti en 1969.
Le centre d'affaires Suvi Center, construit en 1975 et rénové en 2010, abrite le K-market Suvilahti et Kotipizza. 
Il y a une bibliothèque dans l'enceinte de l'école.

## Lieux et monuments
- Teirinpuisto
- Vaasan Sähkö Areena